# Ян Флинтерман
Ян Флинтерман (на нидерландски: Jan Flinterman) е бивш пилот от Формула 1. Роден на 2 октомври 1919 година в Хага, Нидерландия.

## Формула 1
Ян Флинтерман прави своя дебют във Формула 1 в Голямата награда на Нидерландия през 1952 година. В световния шампионат записва 1 състезания като не успява да спечели точки. Състезава се с частен Мазерати.